# Oussama Darfalou
Oussama Darfalou (en arabe : أسامة درفلو), né le 29 septembre 1993 à Menaa en Algérie, est un footballeur international algérien qui évolue au poste d'attaquant au CR Belouizdad.

## Biographie
La saison 2017-2018 est pleine de contraste pour Oussama Darfalou. Alors que d'un point de vue collectif, son club, l'USM Alger, réalise un parcours moyen terminant sixième au classement et ne remportant aucun trophée, l'attaquant réussit, quant à lui, à tirer son épingle du jeu en inscrivant 24 buts en 38 matchs toutes compétitions confondues. Il se distingue notamment en s'adjugeant le titre de meilleur buteur du championnat d'Algérie avec 18 réalisations en 27 rencontres.
En fin de contrat à l'USMA à l'issue de la saison, Darfalou décide de ne pas rempiler chez les Rouge et Noir et reçoit des sollicitations de la part de clubs européens. Il est tout d'abord annoncé en Suisse, au Grasshopper Club Zurich, puis en Allemagne, au Hambourg SV. Les dirigeants du HSV démentent toutefois tout contact avec le joueur le 23 mai 2018. Le lendemain, l'attaquant est annoncé aux Pays-Bas après l'apparition sur internet d'une photographie floue semblant montrer Darfalou posant avec le maillot du Vitesse Arnhem aux côtés de représentants du club néerlandais. La rumeur qui s'ensuit enfle pendant deux semaines et s'avère finalement exacte le 6 juin 2018 lorsque Vitesse annonce sur son site officiel la signature d'Oussama Darfalou pour une durée de quatre ans,. Le club précise dans son communiqué que son nouvel attaquant est dans l'attente d'un permis de travail. Par ailleurs, l'ex-Usmiste devient seulement le troisième joueur algérien à évoluer en Eredivisie après Karim Soltani et Karim Bridji.
En manque de temps de jeu lors de sa dernière année de contrat au Vitesse Arnhem, Darfalou quitte le club sous forme de prêt en décembre 2021. Il rejoint la lanterne rouge du championnat néerlandais, le PEC Zwolle, en grande difficulté sur le plan offensif. Il est présenté par sa nouvelle équipe le 3 janvier 2022. Titularisé dès le premier match après la trêve hivernale contre Willem II, le 14 janvier, Darfalou délivre une passe décisive pour le second but de van den Belt qui scelle la victoire 2-0 du PEC. Il s'agit seulement de la deuxième victoire de Zwolle depuis le début du championnat.

## Statistiques
| Saison                | Club                  | Championnat           | Championnat | Championnat | Championnat | Coupe(s) nationale(s) | Coupe(s) nationale(s) | Coupe(s) nationale(s) | Compétition(s) continentale(s) | Compétition(s) continentale(s) | Compétition(s) continentale(s) | Compétition(s) continentale(s) | Autres compétitions | Autres compétitions | Autres compétitions | Autres compétitions | Algérie | Algérie | Algérie | Total | Total | Total |
| Saison                | Club                  | Division              | M.          | B.          | P.d.        | M.                    | B.                    | P.d.                  | Comp.                          | M.                             | B.                             | P.d.                           | Comp.               | M.                  | B.                  | P.d.                | M.      | B.      | P.d.    | M.    | B.    | P.d.  |
| 2014-2015             | RC Arbâa              | Ligue 1               | 30          | 12          | 0           | 6                     | 2                     | 0                     | -                              | -                              | -                              | -                              | -                   | -                   | -                   | -                   | -       | -       | -       | 36    | 14    | 0     |
| 2015-2016             | USM Alger             | Ligue 1               | 11          | 4           | 0           | -                     | -                     | -                     | C1                             | 2                              | 0                              | 0                              | -                   | -                   | -                   | -                   | -       | -       | -       | 13    | 4     | 0     |
| 2016-2017             | USM Alger             | Ligue 1               | 19          | 8           | 1           | 2                     | 0                     | 0                     | C1                             | 11                             | 5                              | 0                              | -                   | -                   | -                   | -                   | -       | -       | -       | 32    | 13    | 1     |
| 2017-2018             | USM Alger             | Ligue 1               | 27          | 18          | 3           | 2                     | 0                     | 1                     | C2                             | 5                              | 5                              | 0                              | -                   | -                   | -                   | -                   | -       | -       | -       | 34    | 23    | 4     |
| Sous-total            | Sous-total            | Sous-total            | 57          | 30          | 4           | 4                     | 0                     | 1                     | -                              | 18                             | 10                             | 0                              | -                   | -                   | -                   | -                   | -       | -       | -       | 79    | 40    | 5     |
| 2018-2019             | Vitesse Arnhem        | Eredivisie            | 25          | 7           | 2           | 3                     | 1                     | 0                     | C3                             | 1                              | 0                              | 0                              | -                   | -                   | -                   | -                   | 1       | 0       | 0       | 30    | 8     | 2     |
| 2019-2020             | Vitesse Arnhem        | Eredivisie            | 6           | 0           | 0           | 2                     | 2                     | 0                     | -                              | -                              | -                              | -                              | -                   | -                   | -                   | -                   | -       | -       | -       | 8     | 2     | 0     |
| 2020-2021             | Vitesse Arnhem        | Eredivisie            | 32          | 8           | 2           | 4                     | 0                     | 1                     | -                              | -                              | -                              | -                              | -                   | -                   | -                   | -                   | 1       | 0       | 0       | 37    | 8     | 3     |
| 2021-2022             | Vitesse Arnhem        | Eredivisie            | 12          | 1           | 2           | 0                     | 0                     | 0                     | C4                             | 8                              | 0                              | 0                              | -                   | -                   | -                   | -                   | -       | -       | -       | 20    | 1     | 2     |
| Sous-total            | Sous-total            | Sous-total            | 75          | 16          | 6           | 9                     | 3                     | 1                     | -                              | 9                              | 0                              | 0                              | -                   | -                   | -                   | -                   | 2       | 0       | 0       | 95    | 19    | 7     |
| 2019-2020             | VVV Venlo (prêt)      | Eredivisie            | 8           | 3           | 0           | -                     | -                     | -                     | -                              | -                              | -                              | -                              | -                   | -                   | -                   | -                   | -       | -       | -       | 8     | 3     | 0     |
| 2021-2022             | PEC Zwolle (prêt)     | Eredivisie            | 11          | 2           | 3           | 1                     | 0                     | 0                     | -                              | -                              | -                              | -                              | -                   | -                   | -                   | -                   | -       | -       | -       | 12    | 2     | 3     |
| 2022-2023             | MAS Fès               | Botola Pro            | 4           | 2           | 0           | -                     | -                     | -                     | -                              | -                              | -                              | -                              | -                   | -                   | -                   | -                   | -       | -       | -       | 4     | 2     | 0     |
| 2022-2023             | FC Emmen              | Eredivisie            | 8           | 0           | 0           | 2                     | 0                     | 0                     | -                              | -                              | -                              | -                              | -                   | -                   | -                   | -                   | -       | -       | -       | 10    | 0     | 0     |
| 2023-2024             | CR Belouizdad         | Ligue 1               | 13          | 2           | 1           | -                     | -                     | -                     | C1                             | 4                              | 2                              | 1                              | UAFA                | 3                   | 0                   | 0                   | -       | -       | -       | 20    | 4     | 2     |
| 2024-2025             | CR Belouizdad         | Ligue 1               | -           | -           | -           | -                     | -                     | -                     | C1                             | 2                              | 0                              | 0                              | -                   | -                   | -                   | -                   | -       | -       | -       | 2     | 0     | 0     |
| Sous-total            | Sous-total            | Sous-total            | 13          | 2           | 1           | -                     | -                     | -                     | -                              | 6                              | 2                              | 1                              | -                   | 3                   | 0                   | 0                   | -       | -       | -       | 22    | 4     | 2     |
| Total sur la carrière | Total sur la carrière | Total sur la carrière | 206         | 67          | 13          | 22                    | 5                     | 2                     | -                              | 33                             | 12                             | 1                              | -                   | 3                   | 0                   | 0                   | 2       | 0       | 0       | 266   | 84    | 16    |

### En sélection nationale
| Saison                | Sélection             | Phases finales        | Phases finales | Phases finales | Phases finales | Éliminatoires | Éliminatoires | Éliminatoires | Matchs amicaux | Matchs amicaux | Matchs amicaux | Total | Total | Total |
| Saison                | Sélection             | Compétition           | M              | B              | Pd             | M             | B             | Pd            | M              | B              | Pd             | M     | B     | Pd    |
| --------------------- | --------------------- | --------------------- | -------------- | -------------- | -------------- | ------------- | ------------- | ------------- | -------------- | -------------- | -------------- | ----- | ----- | ----- |
| 2018-2019             | Algérie               | CAN 2019              | -              | -              | -              | 1             | 0             | 0             | 0              | 0              | 0              | 1     | 0     | 0     |
| 2019-2020             | Algérie               | -                     | -              | -              | -              | -             | -             | -             | -              | -              | -              | 0     | 0     | 0     |
| 2020-2021             | Algérie               | -                     | -              | -              | -              | 1             | 0             | 0             | -              | -              | -              | 1     | 0     | 0     |
| Total sur la carrière | Total sur la carrière | Total sur la carrière | -              | -              | -              | 2             | 0             | 0             | 0              | 0              | 0              | 2     | 0     | 0     |

### Matchs internationaux
Le tableau suivant liste les rencontres de l'équipe d'Algérie dans lesquelles Oussama Darfalou a été sélectionné depuis le 22 mars 2019 jusqu'à présent.

## Palmarès

### En club
- Champion d'Algérie en 2016 avec l'USM Alger.
- Finaliste de la Coupe d'Algérie en 2015 avec le RC Arbâa.
- Finaliste de la Coupe des Pays-Bas en 2021 avec le Vitesse Arnhem.

### En sélection
- Finaliste de la CAN U23 2015 avec l'équipe d'Algérie olympique.
- Vainqueur de la Coupe du monde militaire 2015 avec l'Algérie.

### Distinctions personnelles
- Meilleur buteur du championnat d'Algérie en 2018.